# Тюриг, Карин
Карин Тюриг (нем. Karin Thürig, род. 4 июля 1972, Ротенбург, Люцерн) — швейцарская профессиональная шоссейная велогонщица, триатлетка. Двухкратная чемпионка мира по шоссейному велоспорту в индивидуальной гонке (2004, 2005), двухкратная чемпионка мира по дуатлону на длинные дистанции (2001, 2002), семикратная чемпионка Швейцарии по шоссейному велоспорту (2002—2009), пятикратная победительница Ironman (2002—2011), двухкратная чемпионка Швейцарии по дуатлону (2002, 2003), победитель чемпионата Европы Ironman 70.3 (2011).

## Карьера
Карин Тюриг занималась волейболом до 1997 года и выступала за команду BTV Luzern в Национальной лиге B (вторая высшая лига). Во время работы она также обучалась аэробике и фитнес-инструкторству.
В возрасте 25 лет Тюриг сменила вид спорта и стала дуатлонисткой. Она сразу же вошла в число лучших спортсменов мира и дважды стала чемпионкой мира (2001 и 2002). Поскольку дуатлон не был олимпийским видом спорта, в 2001 году она снова сменила вид спорта и перешла в велоспорт, который является субдисциплиной дуатлона.
В 2002 году Карин Тюриг заняла третье место в индивидуальной гонке на чемпионате мира по шоссейным велогонкам в Золдере и выиграла триатлон Ironman France.
В 2004 году она заняла восьмое место в 17-м Туре Тюрингии. На Олимпийских играх в Афинах она завоевала бронзовую медаль в индивидуальной гонке с раздельным стартом. Месяц спустя в Вероне она стала чемпионкой мира в индивидуальной гонке.
В конце марта 2005 года Тюриг завоевала бронзовую медаль в индивидуальной гонке на 3000 метров на чемпионате мира по трековому велоспорту в Лос-Анджелесе, решив принять в ней участие лишь несколькими днями ранее. В конце сентября 2005 года в Мадриде она вновь стала чемпионкой мира в индивидуальной гонке.
В 2008 году она успешно защитила свою бронзовую медаль на Олимпийских играх в Пекине.
Она четыре раза выигрывала Хроно Шампенуа — в 2004, 2006, 2007 и 2008 годах, и вместе с Жанни Лонго-Сипрелли удерживает рекорд по количеству побед.
После двух лет сосредоточения на велоспорте Карин Тюриг объявила о своем уходе из велоспорта в сентябре 2009 года, заняв девятое место на чемпионате мира по велоспорту в Мендризио, и вернулась в триатлон.
В мае 2011 года она стала первой швейцарской спортсменкой, победившей на средней дистанции в Санкт-Пёльтене (Австрия), а в августе 2011 года Карин Тюриг выиграла чемпионат Европы Ironman 70.3 в Висбадене. В сентябре она заняла второе место на чемпионате мира Ironman 70.3.
В октябре 2011 года она объявила о своем уходе из профессионального спорта после участия в Ironman Hawaii.

## Достижения

### Шоссейный велоспорт
2001
2-я на Чемпионат Швейцарии — индивидуальная гонка
2002
 Чемпионат Швейцарии — индивидуальная гонка
 Чемпионат мира — индивидуальная гонка
2003
Гран-при Наций
3-я на Тур Берна
2004
 Чемпионат мира — индивидуальная гонка
 Чемпионат Швейцарии — индивидуальная гонка
3b-й этап Грация Орлова
1-й этап Тур Тюрингии
Хроно Шампенуа
 Олимпийские игры — индивидуальная гонка
2005
 Чемпионат мира — индивидуальная гонка
 Чемпионат Швейцарии — индивидуальная гонка
Гран-при Швейцарии ITT
5-й и 8-й этапы Тур де л'Од феминин
2006
 Чемпионат Швейцарии — индивидуальная гонка
Ледис Голден Хоур
Хроно Шампенуа
 Чемпионат мира — индивидуальная гонка
2007
 Чемпионат Швейцарии — индивидуальная гонка
1-й этап Гранд Букль феминин
Мемориал Давиде Фарделли
Хроно Шампенуа
2-я на Опен Воргорда RR
3-я на Гран-при Швейцарии ITT
2008
 Чемпионат Швейцарии — индивидуальная гонка
Мемориал Давиде Фарделли
Опен Воргорда TTT
Хроно Шампенуа
2-я на Гранд Букль феминин
 Олимпийские игры — индивидуальная гонка
2009
 Чемпионат Швейцарии — индивидуальная гонка
Мемориал Давиде Фарделли

#### Статистика выступления наГранд-турах
| Гонка / Год          | 2005 | 2006 | 2007 | 2008 |
| -------------------- | ---- | ---- | ---- | ---- |
| Гранд Букль феминин  | —    | —    | 4    | 2    |
| Тур де л'Од феминин  | 19   | —    | —    | —    |
| Джиро д’Италия Донне | —    | —    | 28   | —    |

#### Рейтинги
| Год                 | 2009 |
| ------------------- | ---- |
| Мировой рейтинг UCI | 72-й |
|                     |      |
| Источник: UCI       |      |

### Трековый велоспорт
2005
 Чемпионат мира, индивидуальная гонка преследования

### Триатлон и дуатлон
| Год  | Состязание                    | Страна    | Позиция | Время             |
| ---- | ----------------------------- | --------- | ------- | ----------------- |
| 2011 | Ironman Швейцария             | Швейцария | 1       | 9 ч 3 мин 26 сек  |
| 2011 | Чемпионат мира Ironman 70.3   | США       | 2       | 4 ч 26 мин 52 сек |
| 2011 | Чемпионат Европы Ironman 70.3 | Германия  | 1       | 4 ч 45 мин 47 сек |
| 2011 | Ironman 70.3 Австрия          | Австрия   | 1       | 4 ч 20 мин 34 сек |
| 2011 | Ironman 70.3 Швейцария        | Швейцария | 2       | 4 ч 18 мин 31 сек |
| 2011 | Ironman 70.3 Техас            | США       | 3       | 4 ч 10 мин 30 сек |
| 2010 | Ironman 70.3 Швейцария        | Швейцария | 3       | 4 ч 29 мин 9 сек  |
| 2010 | Ironman Швейцария Цюрих       | Швейцария | 1       | 9 ч 0 мин 4 сек   |
| 2010 | Ironman 70.3 Австрия          | Австрия   | 3       | 4 ч 21 мин 34 сек |
| 2009 | Ironman 70.3 Швейцария        | Швейцария | 3       | 4 ч 35 мин 2 сек  |
| 2007 | Ironman 70.3 Швейцария        | Швейцария | 2       | Тайминг           |
| 2006 | Ironman 70.3 в Монако         | Монако    | 1       | 4 ч 41 мин 37 сек |
| 2006 | Ironman Лансароте             | Испания   | 1       | Тайминг           |
| 2005 | Ironman Швейцария             | Швейцария | 1       | 9 ч 10 мин 54 сек |
| 2002 | Ironman Франция               | Франция   | 1       | 9 ч 44 мин 58 сек |

| Год  | Состязание                                      | Страна    | Позиция | Время             |
| ---- | ----------------------------------------------- | --------- | ------- | ----------------- |
| 2003 | Чемпионат Швейцарии                             | Швейцария | 1       | Тайминг           |
| 2002 | Чемпионат мира по дуатлону на длинные дистанции | Швейцария | 1       | 7 ч 4 мин 8 сек   |
| 2002 | Чемпионат Швейцарии                             | Швейцария | 1       | Тайминг           |
| 2001 | Чемпионат мира по дуатлону на длинные дистанции | Швейцария | 1       | 7 ч 16 мин 57 сек |
| 2001 | Powerman Австрия                                | Австрия   | 2       | Тайминг           |
| 2001 | Чемпионат Швейцарии                             | Швейцария | 1       | Тайминг           |

## Награды
- Спортсменка Центральной Швейцарии (2001, 2002, 2004, 2005).
- Велосипедист года в Швейцарии[фр.] (2003).
- Спортсменка года в Швейцарии[англ.] (2004).

## Семья
Младшая сестра Карин, Андреа — тоже велогонщица, и занимается дуатлоном и триатлоном.